# Bruno Durdov
Bruno Durdov (Spalato, 11 dicembre 2007) è un calciatore croato, attaccante dell'Hajduk Spalato.

## Caratteristiche tecniche
È un esterno offensivo molto rapido che agisce sulla fascia destra.

## Carriera

### Club
Cresciuto nel settore giovanile dell'Hajduk Spalato, ha debuttato in prima squadra il 5 maggio 2024 nell'incontro di Hrvatska nogometna liga perso 1-0 contro il Varaždin. Promosso stabilmente in prima squadra a partire dalla stagione successiva, il 21 settembre ha segnato i suoi primi gol realizzando una doppietta nella partita vinta 4-1 contro l'HNK Gorica. Il 15 ottobre 2024 è stato inserito dal quotidiano britannico The Guardian nella lista dei migliori calciatori nati nel 2007, ed il 6 novembre ha rinnovato il contratto fino al 2027.
Nella stagione 2024-2025 fa il suo esordio nelle competizioni UEFA per club, giocando 4 partite (ovvero tutte quelle disputate dal suo club nella competizione) nei turni preliminari di Conference League.

### Nazionale
Ha giocato nella nazionale giovanile croata Under-17.

## Statistiche

### Presenze e reti nei club
Statistiche aggiornate al 2 luglio 2025.
| Stagione        | Squadra         | Campionato      | Campionato | Campionato | Coppe nazionali | Coppe nazionali | Coppe nazionali | Coppe continentali | Coppe continentali | Coppe continentali | Altre coppe | Altre coppe | Altre coppe | Totale | Totale | Totale |
| Stagione        | Squadra         | Comp            | Pres       | Reti       | Comp            | Pres            | Reti            | Comp               | Pres               | Reti               | Comp        | Pres        | Reti        | Pres   | Reti   |        |
| --------------- | --------------- | --------------- | ---------- | ---------- | --------------- | --------------- | --------------- | ------------------ | ------------------ | ------------------ | ----------- | ----------- | ----------- | ------ | ------ | ------ |
| 2023-2024       | Hajduk Spalato  | HNL             | 2          | 0          | CC              | 0               | 0               | -                  | -                  | -                  | -           | -           | -           | 2      | 0      |        |
| 2024-2025       | Hajduk Spalato  | HNL             | 27         | 3          | CC              | 1               | 0               | UECL               | 4                  | 0                  | -           | -           | -           | 32     | 3      |        |
| Totale carriera | Totale carriera | Totale carriera | 29         | 3          |                 | 1               | 0               |                    | 4                  | 0                  |             | -           | -           | 34     | 3      |        |